# Noce (botanica)

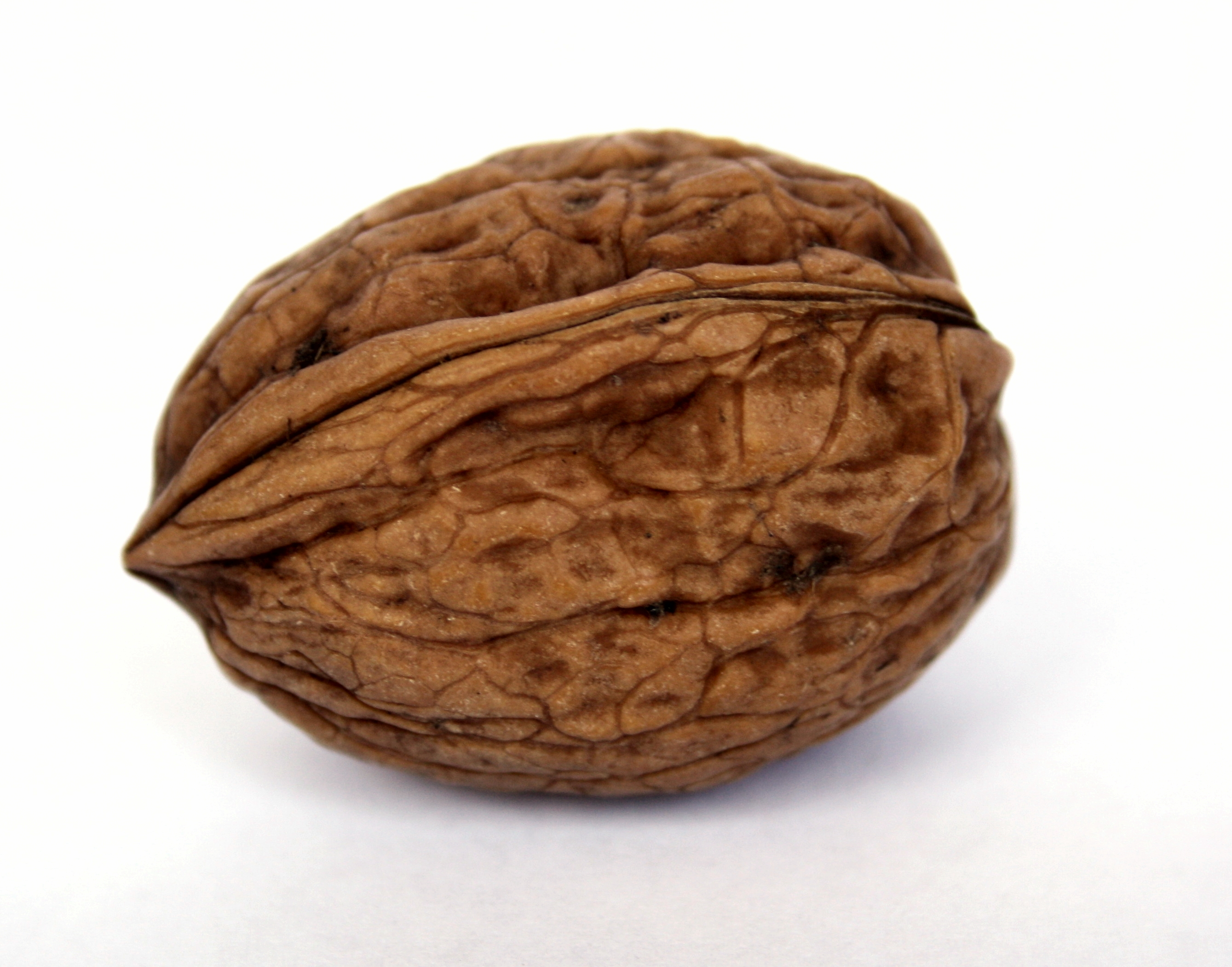
La noce, nel senso comune della parola, non è una noce, non è un frutto completo ma è il "nocciolo" di una drupa

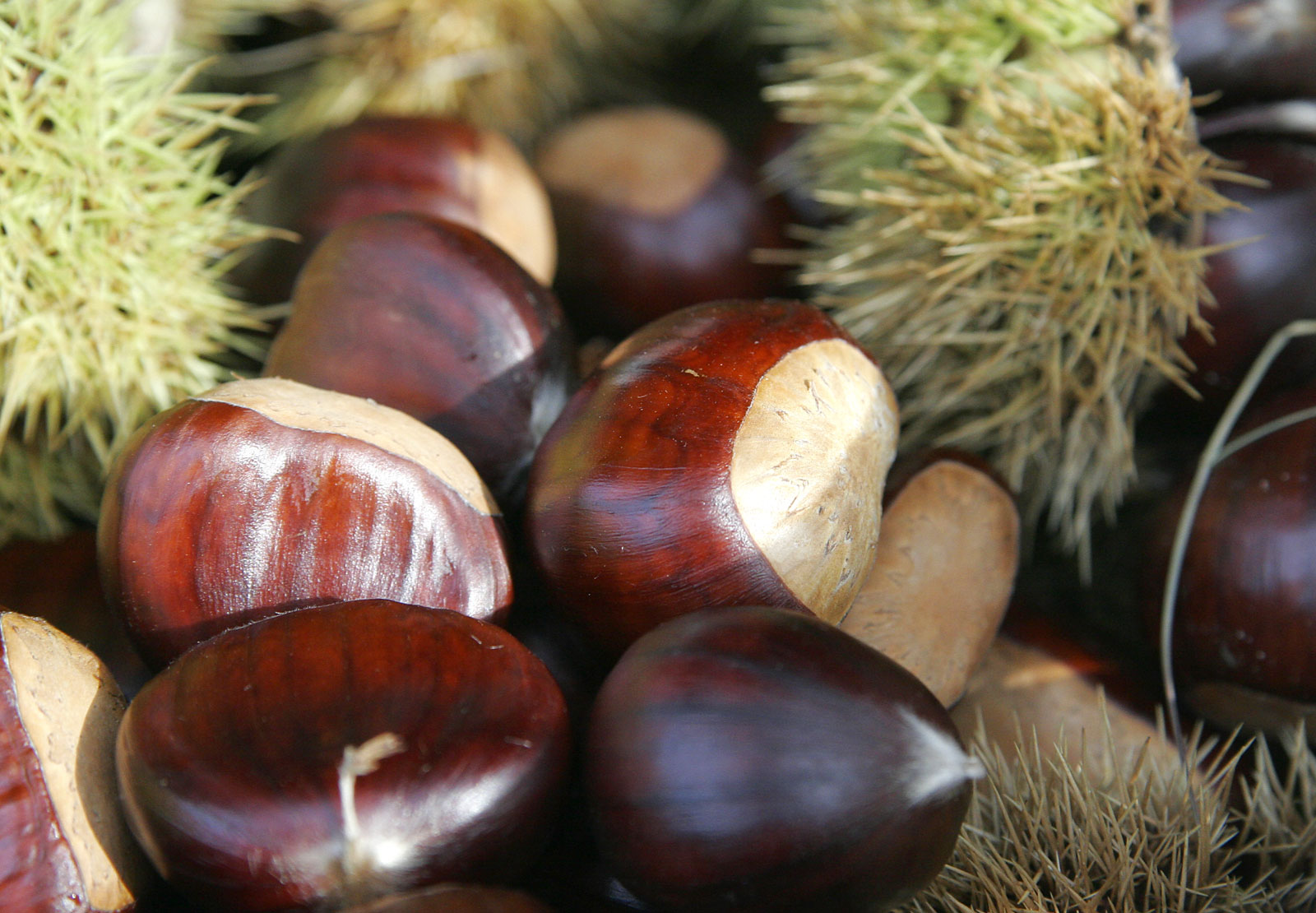
Castagne, il frutto è la "buccia" la parte edule è il seme

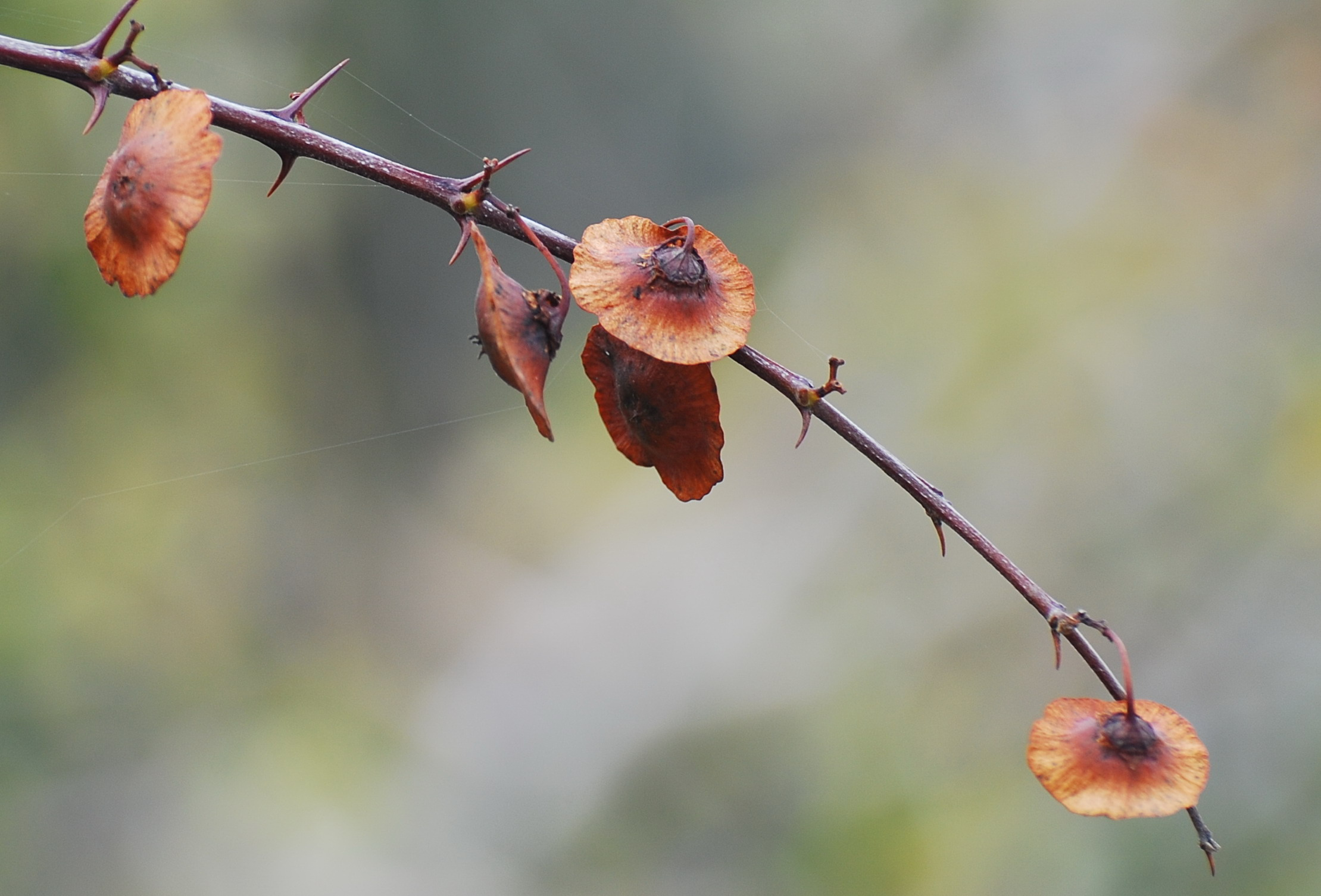
Frutti di marruca

Le noci sono un tipo di frutto secco indeiscente di consistenza legnosa o cuoiosa. Appartengono ad esempio alla categoria noci le castagne, le nocciole e le ghiande. 
In lingua italiana il termine può risultare ambiguo, in quanto anche il seme delle piante del genere Juglans è noto come "noce".

## Definizione botanica
Dal punto di vista della classificazione botanica dei frutti, una noce è un frutto secco legnoso o coriaceo con un seme (raramente due) , deriva da un ovario pluricarpellare sincarpico supero; è legnosa o cuoiosa, il seme interno è libero.
La distinzione tra le tre parti del frutto (esocarpo, mesocarpo ed endocarpo) non è sempre evidente in quanto i tre strati sono di consistenza secca e sono uniti, a differenza del gheriglio, la componente commestibile della noce, che è nettamente diviso in due metà simmetriche dal setto internocciolare. 
Il frutto (ovvero l'ovario del fiore trasformato dopo l'impollinazione e la gamia) diventa molto duro una volta raggiunta la maturazione e il seme si distacca dalla parete dell'ovario (se invece il seme non è del tutto libero, si parla di achenio). Tutte le noci sono indeiscenti (cioè non si aprono spontaneamente a maturità).
Esempi di noci in questo senso "scientifico" sono le nocciole prodotte dal genere Corylus, le ghiande prodotte dal genere Quercus, le castagne prodotte dal genere Castanea e anche i frutti dei tigli. Non sono noci, invece, in questo specifico senso, quelle prodotte dal genere Juglans (benché chiamate volgarmente noci) né le noci di cocco (Cocos nucifera), che sono entrambe drupe; e tanto meno le noccioline (genere Arachis), che sono legumi (detti anche baccelli) indeiscenti (vedi sotto per maggiori dettagli).
Oltre alle Fagaceae, altre famiglie (Betulaceae, Ulmaceae, Tiliaceae, Rhamnaceae, Dipterocarpaceae ecc.) includono piante che hanno frutti secchi della categoria "noci" (p.es. Zelkova, Tilia, Paliurus). Il loro impiego per l'alimentazione è ovviamente molto variabile secondo le specie.

## Definizioni culinarie e denominazioni
Il termine noce in cucina è utilizzato in maniera molto ampia per indicare vari tipi di frutti, di semi o parti di essi. 
Ogni grosso seme oleoso che abbia un guscio e venga usato per l'alimentazione (crudo, cotto, tostato, macinato, pressato per estrarne l'olio) assume volgarmente la qualifica di noce. Molti di questi vengono indicati anche come frutta secca.
Alcuni esempi di frutti e semi che sono considerati noci nella tradizione culinaria (o farmaceutica), ma non lo sono dal punto di vista della definizione botanica includono:
- Noce comune: è un seme contenuto in una drupa (prodotta da Juglans regia).
- Noce pecan: è un seme contenuto in una drupa (prodotta da Carya illinoensis).
- Noce del Brasile: è un seme contenuto in una capsula (prodotta da Bertholletia excelsa).
- Noce di cocco: è una drupa fibrosa (prodotta da Cocos nucifera e altre specie di palme, si mangia una parte del seme).
- Noce di areca o Noce di ara o Noce di betel: è una drupa (prodotta da Areca catechu)
- Noce moscata: è un seme contenuto in una drupa (prodotta da Myristica fragrans).
- Noce di cola: è un seme (prodotto da alberi del genere Cola).
- Noce macadamia o Noce del Queensland: è un seme (prodotto dalla Macadamia integrifolia).
- Noce d'acagiù o anacardio: è un seme (prodotto da Anacardium occidentale).
- Noce vomica: è una bacca (prodotta da Strychnos nux-vomica).
- Nocciola cilena: è un seme usato in modo simile alla noce macadamia (prodotto da Gevuina avellana).

### Allergia alle noci
L'allergia alimentare alle noci è un problema relativamente comune tra gli individui, e spesso può causare seri problemi. Per le persone allergiche ingerire o entrare in contatto anche con piccole quantità di prodotto (soprattutto se presente in preparazioni industriali non dichiarate) può causare fatali shock anafilattici.

### Benefici nutrizionali

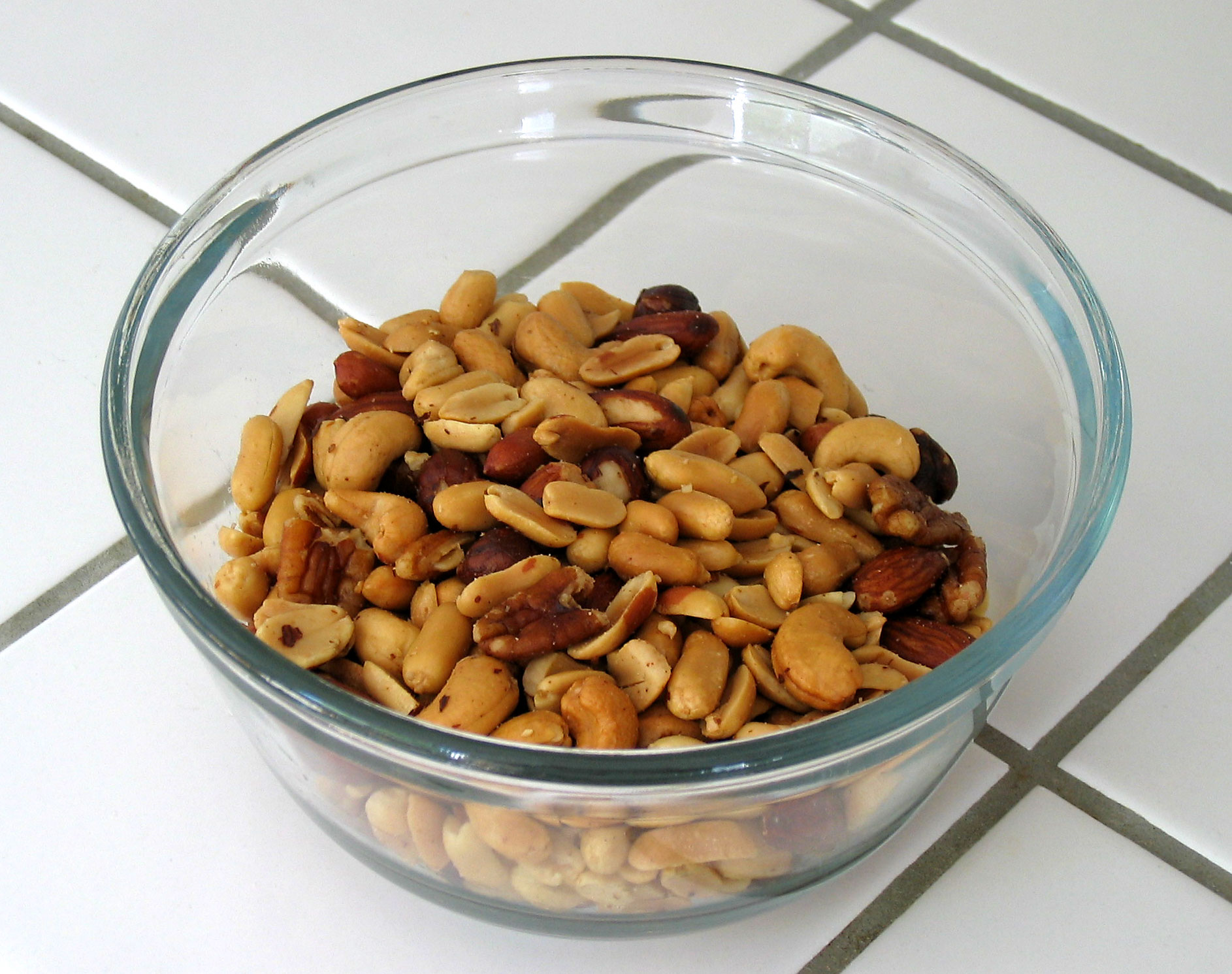
Una coppa contenente un mix di noci, arachidi e mandorle

Alcuni studi epidemiologici hanno rivelato che le persone che consumano noci abitualmente corrono meno rischi di subire cardiopatie coronariche. Alcuni studi clinici hanno dimostrato che il consumo di vari tipi di semi, quali ad esempio le mandorle e le noci comuni, può diminuire le concentrazioni del colesterolo LDL.
L'alto contenuto di arginina stimola la produzione di ossido nitrico che è indispensabile all'elasticità dei vasi sanguigni.
Oltre ai benefici cardiaci, le noci generalmente hanno un bassissimo indice glicemico (GI). Conseguentemente, i dietologi si raccomandano affinché le noci siano incluse nelle diete prescritte ai pazienti con deficienze di insulina (diabete); inoltre sono ricche di sali minerali e di vitamine B.
Ricche di Omega-3, calcio, magnesio, acido folico e antiossidanti prevengono l'artrite e rendono la pelle più bella.
Le caratteristiche nutrizionali le rendono adatte anche ad un consumo controllato durante il periodo della gravidanza.https://ingravidanza.net/frutta-secca/